# Transpadanische Republik
Die Transpadanische Republik (Repubblica Transpadana) war eine durch französischen Revolutionsexport errichtete italienische Tochterrepublik, gebildet aus der österreichischen Lombardei mit den Herzogtümern Mailand und Mantua (daher auch der Name Lombardische Republik). Sie wurde am 15. November 1796 ausgerufen und nach der Vereinigung mit der Cispadanischen Republik am 29. Juni 1797 in Cisalpinische Republik umbenannt.

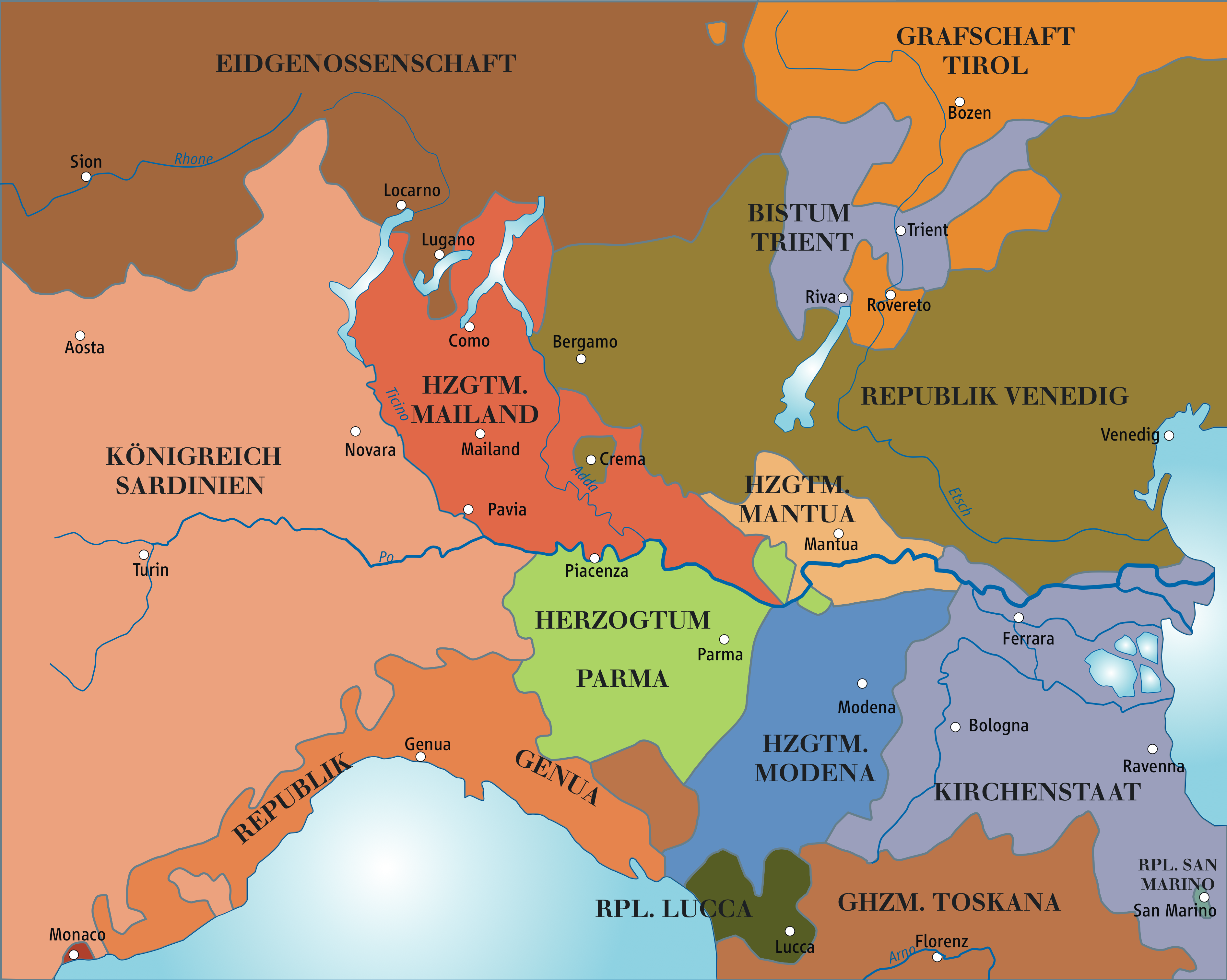
Nord- und Mittelitalien im Jahr 1796

## Entwicklung
Die militärischen Erfolge Napoléon Bonapartes im Ersten Koalitionskrieg ermöglichten seit dem Frühling 1796 in den oberitalienischen Städten und Territorien den Aufbau von pro-französischen republikanischen Verwaltungsorganen, die im Herbst desselben Jahres zu übergreifenden Staatsstrukturen zusammenwuchsen. Bereits nach der Schlacht von Lodi am 10. Mai des Jahres hatte Bonaparte die Feudalherrschaft in der Lombardei für beendet erklärt.
Die Proklamation der Transpadanischen Republik erfolgte am 15. November 1796. Der Staatsname leitete sich aus den lateinischen Wörtern trans für jenseits und Padus für den Po her; die Transpadanische Republik war also, gesehen aus italienischem Blickwinkel, die Republik jenseits des Po. Zugleich erinnerte der Name an die ihr territorial etwa entsprechende antike, von Kaiser Augustus eingerichtete Region (Gallia) Transpadana. Am 27. Dezember 1796 konstituierte sich südlich des Po die Cispadanische Republik. Die Namensgebungen dieser französischen Tochterrepubliken am Po vermieden zwar den französischen Blickwinkel und entschärften dadurch den Vorwurf einer expansiven Machtpolitik Frankreichs, trugen aber dennoch einige Brisanz in sich: Mit der Antike verband sich die Frage einer nationalen italienischen Zentralgewalt, die seit dem Untergang des Römischen Reiches verloren gegangen war. Die Begriffe transpadanisch und cispadanisch waren eine Kampfansage an die Existenz aller vorrevolutionären, im Mittelalter entstandenen Staaten auf italienischem Boden.
Mit weiterem Gebietszuwachs aus der Cispadanischen Republik änderte sich der Umfang der Republik derart, dass daraus am 29. Juni 1797 die Cisalpinische Republik hervorging.

Farben der Transpadanischen Republik

## Flagge
Am 19. August 1796 wurden die städtischen Milizen in eine Nationalgarde umgewandelt, deren Uniformen grüne, weiße und rote Farben trugen. Gemäß einer üblichen Praxis wurden diese drei Farben auch in die militärischen Standarten übernommen. Ab dem 9. Oktober tauchten erste Fahnen in diesen Farben auf. Am 11. Oktober bestätigte Bonaparte in einem Brief Grün, Weiß und Rot als die Nationalfarben der neuen Republik. Vom 6. November an wurden Standarten an die Truppen verteilt, auf denen auch noch unterschiedliche Wahlsprüche angebracht waren.